# 황세득 묘
황세득 묘는 대한민국 충청남도 천안시 서북구에 있다. 1995년 5월 10일 천안시의 향토문화유산 제44호로 지정되었다.

## 개요
임진왜란에 참가하여 대승을 거둔 황세득 묘이다.